# Torfau

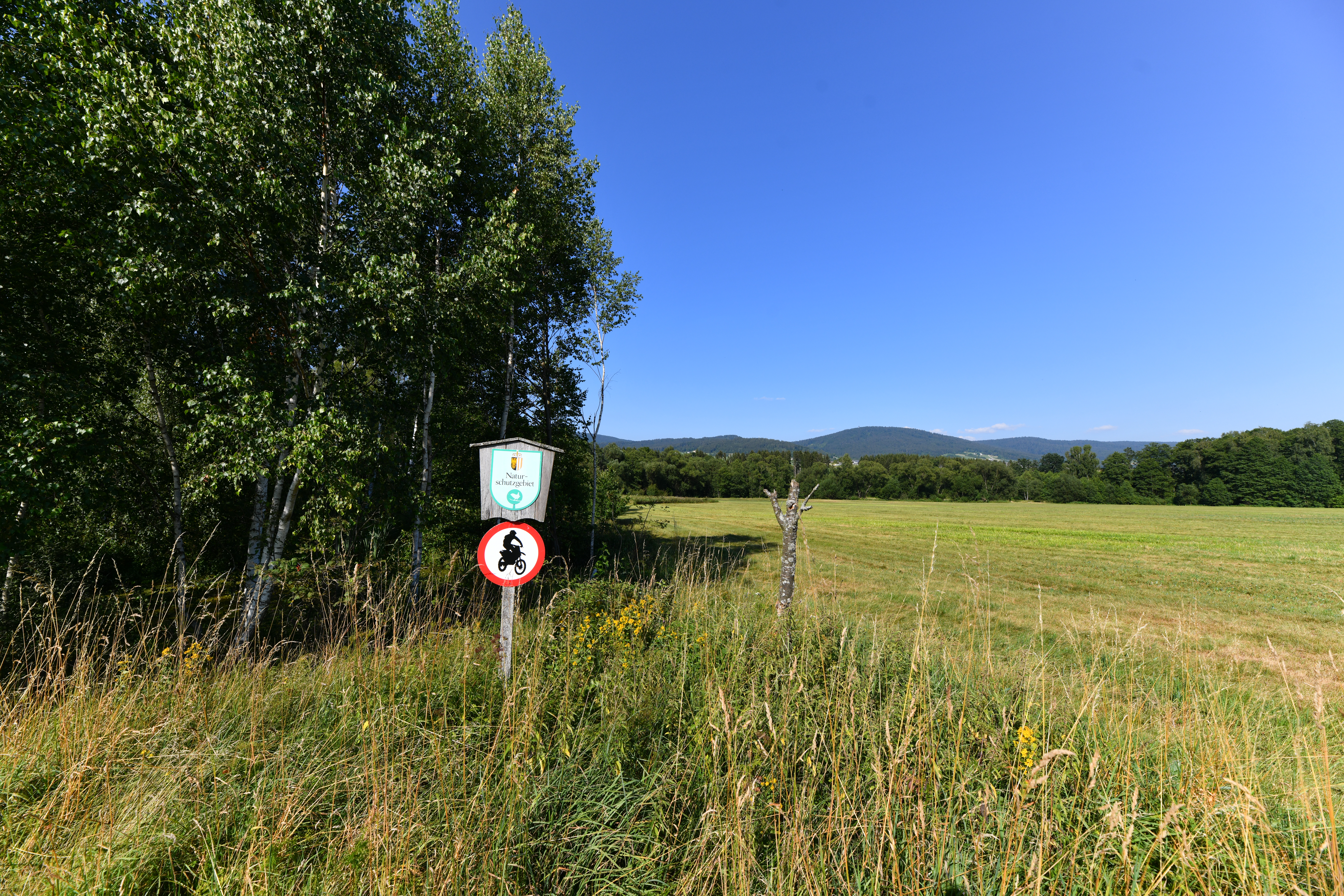
Schild des Naturschutzgebietes

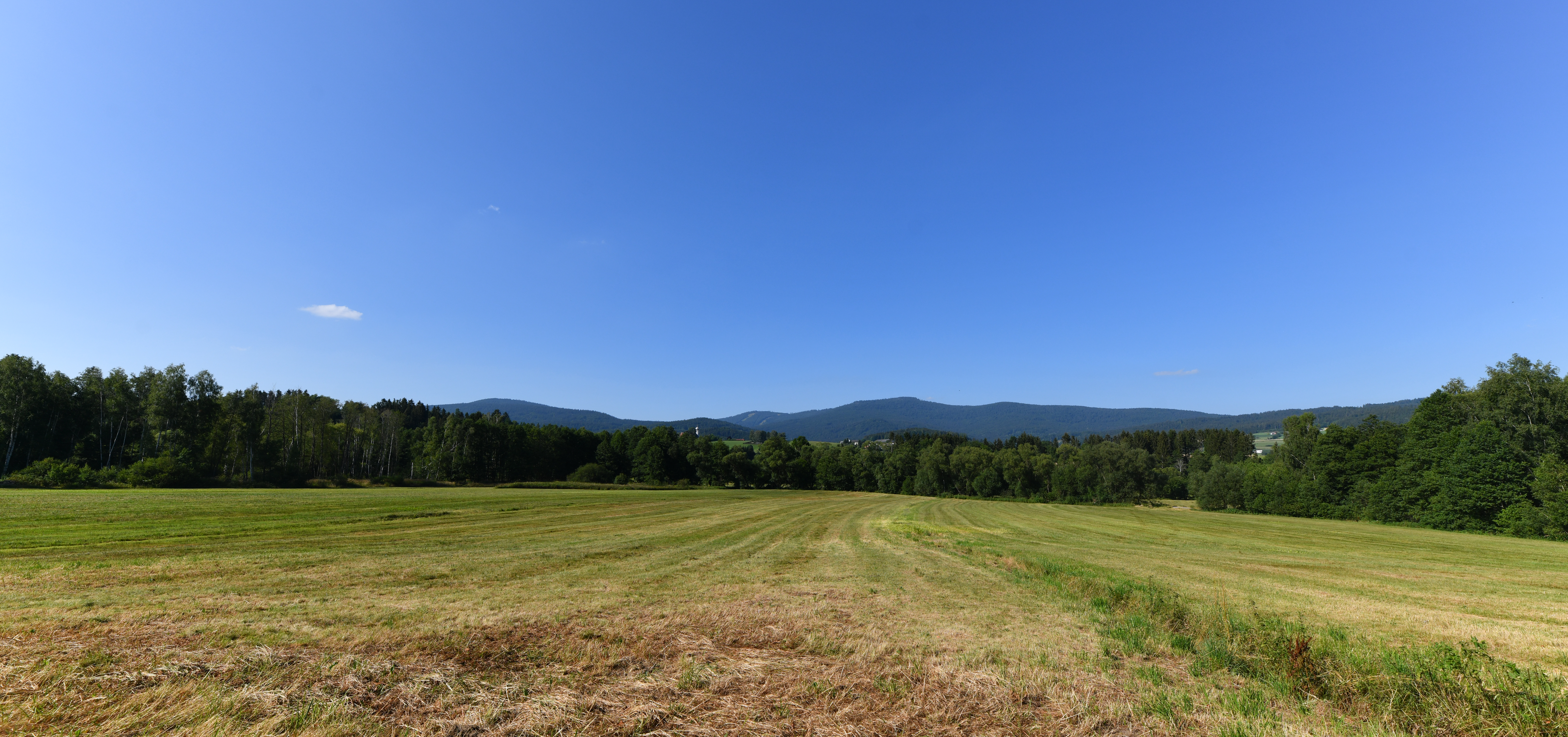
Eine Wiese im Süden der Torfau

Die Torfau, auch Seitelschläger und Berdetschläger Wiesen, ist ein Naturschutzgebiet in der Gemeinde Ulrichsberg in Oberösterreich.

## Lage
Die Torfau befindet sich beiderseits des Flusses Große Mühl. Die umliegenden Siedlungen sind Klaffer am Hochficht im Norden, Salnau im Osten, Schwarzholz im Südosten, Berdetschlag im Süden und Seitelschlag im Westen.

## Beschreibung
Das Naturschutzgebiet Torfau erstreckt sich über eine Fläche von 22,9426 Hektar. Es gehört zum 9350 Hektar großen Europaschutzgebiet Böhmerwald-Mühltäler. Die Torfau ist neben der Stadlau das letzte große Feuchtwiesengebiet im Mühlviertel.
Die Landschaft ist kleinräumig gegliedert. Neben Feuchtwiesen und den Gehölzen entlang der Großen Mühl handelt es sich bei den Lebensraumtypen um Bürstlingsrasen, Niedermoore, Braunseggensümpfe, Flurgehölze und Bruchwälder.

## Geschichte
Das Gebiet war früher Teil einer größeren Wiesenlandschaft an der Großen Mühl. In der Torfau wurde in der Zwischenkriegszeit Torf gestochen, der zum Heizen verwendet wurde. Die Österreichische Naturschutzjugend erwarb das Areal einschließlich der am Rand gelegenen Berdetschläger Bauernmühle ab 1983, um es als „Öko-Insel“ zu erhalten und zu pflegen. Die Agrarbehörde in Linz unterstützte den Tausch von Grundstücken, bei dem die Bedürfnisse der Bauern berücksichtigt wurden. Seit 31. Jänner 2006 ist die Torfau als Naturschutzgebiet ausgewiesen.

## Pflanzen und Tiere
Neben Pfeifengräsern (Molinia) gedeihen in der Torfau die in Oberösterreich seltenen Pflanzenarten Arnika (Arnica montana), Besenheide (Calluna vulgaris), Geflecktes Knabenkraut (Dactylorhiza maculata), Breitblättriges Knabenkraut (Dactylorhiza majalis), Heide-Nelke (Dianthus deltoides), Fieberklee (Menyanthes trifoliata), Wald-Läusekraut (Pedicularis sylvatica) und Niedrige Schwarzwurzel (Scorzonera humilis).
Das Naturschutzgebiet ist Teil der 22.302 Hektar großen Important Bird Area Böhmerwald und Mühltal. In der Torfau wurden 66 Vogelarten nachgewiesen, darunter elf österreichweit gefährdete Brutvögelarten, die hier brüten, jagen oder rasten. Zu Letzteren zählen der Eisvogel (Alcedo atthis) und der Wiedehopf (Upupa epops). Weitere Vogelarten im Areal sind beispielsweise der Sperber (Accipiter nisus), die Wachtel (Coturnix coturnix), der Baumfalke (Falco subbuteo), die Bekassine (Gallinago gallinago), das Rebhuhn (Perdix perdix) und das Braunkehlchen (Saxicola rubetra).
Die Torfau ist ein Lebensraum für die Schlingnatter (Coronella austriaca), die Ringelnatter (Natrix natrix), die Kreuzotter (Vipera berus) und die Bergeidechse (Zootoca vivipara). Es wurden rund 400 Arten von Großschmetterlingen nachgewiesen, darunter 18 stark gefährdete Arten. Zu den hier beobachteten und in Oberösterreich seltenen nachtaktiven Schmetterlingsarten zählen die Moor-Stängeleule (Amphipoea lucens), der Mönch-Zahnspinner (Odontosia carmelita) und das Rundflügel-Flechtenbärchen (Thumatha senex).

## Nutzung
Das Wiesengebiet der Torfau wird extensiv genutzt. Es wird eine im oberen Mühlviertel traditionelle und aufwendige Form der Wiesenbewässerung angewendet.